# Porella perforata
Porella perforata is een soort in de taxonomische indeling van de Myzozoa, een stam van microscopische parasitaire dieren. Het organisme komt uit het geslacht Porella en behoort tot de familie [[]]. Porella perforata werd in 1937 ontdekt door Lillick.